# 新宮市立医療センター
新宮市立医療センター（しんぐうしりついりょうセンター）は、和歌山県新宮市にある医療機関。災害拠点病院や臨床研修病院などの指定を受けている。

## 沿革
- 1947年（昭和22年）4月1日 - 開院。
- 1967年（昭和42年）1月 - 総合病院新宮市立市民病院と改称。
- 1997年（平成9年）5月 - 災害拠点病院に指定。
- 2001年（平成13年）5月 - 現在地に新築移転し、新宮市立医療センターと改称。

## 診療科
- 内科
- 循環器科
- 外科・肛門科
- 小児科
- 産婦人科
- 眼科
- 耳鼻咽喉科
- 麻酔科
- リハビリテーション科
- 脳神経外科
- 整形外科
- 泌尿器科
- 形成外科
- 放射線科
- 皮膚科
- 歯科口腔外科
- 神経内科
- 呼吸器外科・心臓血管外科

## 医療機関の指定・認定
（下表の出典）
| 保険医療機関                             | 労災保険指定医療機関                           |
| 臨床研修病院（管理型）                   | 指定自立支援医療機関（更生医療）               |
| 指定自立支援医療機関（育成医療）         | 身体障害者福祉法指定医の配置されている医療機関 |
| 県がん診療連携推進病院                   | 生活保護法指定医療機関（医科）                 |
| 生活保護法指定医療機関（歯科）           | 特定疾患治療研究事業委託医療機関               |
| DPC対象病院                              | 指定小児慢性特定疾病医療機関                   |
| 災害拠点病院                             | 第二種感染症指定医療機関                       |
| 母体保護法指定医の配置されている医療機関 | 児童福祉法による助産施設（児童福祉法第36条）   |
| 麻酔科標榜医                             | 地域医療支援病院                               |

- 救急告示病院（二次救急）[5]
- このほか、各種法令による指定・認定病院であるとともに、各学会の認定施設でもある。

## 交通アクセス
- JRきのくに線「新宮駅」よりバスで約30分「医療センター」停留所下車。